# شارل جون دو لا فالي بوسان
شارل جون دو لا فالي بوسان (بالفرنسية: Charles-Jean Étienne Gustave Nicolas, baron de la Vallée Poussin)‏ هو عالم رياضيات بلجيكي. معروف أساسا بفضل برهانه على مبرهنة الأعداد الأولية.